# Ousilhão
Ousilhão ist ein Ort und eine ehemalige Gemeinde (Freguesia) im portugiesischen Kreis Vinhais. Die Gemeinde hatte 123 Einwohner (Stand 30. Juni 2011).
Am 29. September 2013 wurden die Gemeinden Ousilhão und Nunes zur neuen Gemeinde União das Freguesias de Nunes e Ousilhão zusammengeschlossen.